# Repubblica Ceca ai Giochi della XXVI Olimpiade
La Repubblica Ceca partecipò ai Giochi della XXVI Olimpiade, svoltisi ad Atlanta, Stati Uniti, dal 19 luglio al 4 agosto 1996, con una delegazione di 115 atleti impegnati in diciassette discipline.